# Thesaurica
Thesaurica là một chi bướm đêm thuộc họ Crambidae.